# Gayatri Chakravorty Spivak
Gayatri Chakravorty Spivak (født 24. februar 1942 i Calcutta, Indien) er en indisk litteraturteoretiker, forfatter og professor ved Columbia University i New York. 
Spivak er mest kendt for sit essay "Can the Subaltern Speak?", som anses for at være en postkolonialistisk nøgletekst, og for sin introduktion til Jacques Derridas Om grammatologi. 
I 2012 vandt hun Kyoto Prize in Arts and Philosophy for sit virke som "en kritisk teoretiker og underviser, der taler for humaniora imod intellektuel kolonialisme i relation til den globaliserede verden".
I 2013 blev hun tildelt Padma Bhushan, den tredje mest prestigefyldte civile pris i Indien.
Spivak er mest kendt for sine kritiske teorier om samtidens kultur, der udfordrer arven fra kolonialismen og den gængse forståelse af litteratur og kultur. Hun fokuserer ofte på de kulturelle tekster, der stammer fra de grupper, der marginaliseres i den vestlige kultur, immigranter, arbejderklassen, kvinder og andre marginaliserede positioner. 

### Faglitteratur
- Myself, I Must Remake: The Life and Poetry of W.B. Yeats (1974)
- Of Grammatology (oversættelse med introduktion til Derridas værk) (1976)
- In Other Worlds: Essays in Cultural Politics (1987)
- Selected Subaltern Studies (red. med Ranajit Guha) (1988)
- The Post-Colonial Critic - Interviews, Strategies, Dialogues (1990)
- Outside in the Teaching Machine (1993)
- The Spivak Reader (1995)
- A Critique of Postcolonial Reason: Towards a History of the Vanishing Present (1999)
- Death of a Discipline (2003)
- Other Asias (2005)
- An Aesthetic Education in the Era of Globalization (2012)

### Skønlitteratur
- Imaginary Maps (1994)
- Breast Stories (1997)
- Old Women (1999)
- Song for Kali: A Cycle (2000)
- Chotti Munda and His Arrow (2002)
- Red Thread (under udgivelse)